# مامپیتیا
مامپیتیا (انگلیسی: Mampitiya) یک روستا در کشور سری‌لانکا است.